# Carventa
Carventa is een Nederlandse fabrikant van SRV-wagens. De stijl lijkt enigszins op die van de firma Spijkstaal, een andere producent van elektrisch aangedreven voertuigen.
Doorgaans waren de SRV-winkels op accu’s aangedreven wagens van bouwers zoals onder meer Spijkstaal, Creusen, Goven, en Carventa, die eerder ook al de melkboer, bakker en andere ambulante handelaren van vervoer voorzagen.